# Тартус-Центр
Тартус-Центр (араб. ناحية مركز طرطوس‎‎) — нохія у Сирії, що входить до складу району Тартус провінції Тартус. Адміністративний центр — м. Тартус.
| Сирія | Це незавершена стаття з географії Сирії. Ви можете допомогти проєкту, виправивши або дописавши її. |